# Wilhelm Ellenbogen
Wilhelm Ellenbogen (9. července 1863 Břeclav – 25. února 1951 New York) byl rakouský sociálně demokratický politik, na počátku 20. století poslanec Říšské rady, v meziválečném období poslanec rakouské Národní rady.

## Biografie
Narodil se do rodiny učitele v židovské škole Davida Ellenbogena (1834–1902) a jeho manželky Rosy (1838–1902), rozené Brauchbarové.
Vychodil národní a měšťanskou školu a vystudoval univerzitu. Profesí byl lékařem. Dlouhodobě se politicky angažoval v Sociálně demokratické straně Rakouska. V letech 1892–1933 byl členem jejího rakouského vedení.
Na počátku 20. století se zapojil i do celostátní politiky. Ve volbách do Říšské rady roku 1901 získal mandát v Říšské radě (celostátní zákonodárný sbor) za kurii všeobecnou, obvod Vídeň (vnitřní město, Leopoldstadt, Brigittenau). Mandát obhájil i ve volbách do Říšské rady roku 1907, konaných již podle všeobecného a rovného volebního práva, kdy uspěl v obvodu Dolní Rakousy 32. Usedl do poslanecké frakce Klub německých sociálních demokratů. Opětovně byl za týž obvod zvolen i ve volbách do Říšské rady roku 1911. Ve vídeňském parlamentu setrval až do zániku monarchie.Profesně byl k roku 1911 uváděn jako lékař. V parlamentu zastával funkci předsedy sociálně demokratického poslaneckého klubu, od roku 1908 byl členem vedení klubu.
Po válce zasedal v letech 1918–1919 jako poslanec Provizorního národního shromáždění Německého Rakouska (Provisorische Nationalversammlung), následně od 4. března 1919 do 9. listopadu 1920 jako poslanec Ústavodárného národního shromáždění Rakouska a pak od 10. listopadu 1920 do 1. října 1930 a opět od 2. prosince 1930 do 17. února 1934 byl poslancem rakouské Národní rady, stále za rakouskou sociálně demokratickou stranu.
Krátce zastával i vládní post. Od 24. června 1920 7. července 1920 byl pověřeným rakouským ministrem obchodu a živností, průmyslu a stavebnictví v třetí vládě Karla Rennera. Kromě toho byl od 15. března 1919 do 24. června 1920 a od 7. července 1920 do 22. října 1920 státním podtajemníkem na tomto rezortu.
Pro své politické názory čelil později perzekuci a roku 1938 emigroval do USA. Zemřel svobodný a bezdětný.